# Periergos orpheus
Periergos orpheus är en fjärilsart som beskrevs av Alexander Schintlmeister. Periergos orpheus ingår i släktet Periergos och familjen tandspinnare. Inga underarter finns listade i Catalogue of Life.